# 普雷塞佐
普雷塞佐（義大利語：Presezzo），是意大利贝加莫省的一个市镇。总面积2.13平方公里，人口4878人，人口密度2290.1人/平方公里（2009年）。国家统计（ISTAT）代码为016176。